# Coelocrania latiffi
Coelocrania latiffi es un coleóptero de la familia Chrysomelidae.
Fue descrita científicamente en 1993 por Mohamedsaid.